# Walter Sutton
Walter Sutton, född 15 oktober 1932, är en friidrottare från Kanada. Han deltog vid olympiska sommarspelen 1952.